# 돌곶이로
돌곶이로(-路)는 서울특별시 성북구 석관동 332-5번지에서 시작하여 장위동 북서울꿈의숲 동문 교차로에서 끝나는 왕복 4차선 간선 도로로, 총 연장은 2.28Km이다. 명칭은 석관동(石串洞)의 순수 한국어 표기인 '돌곶이'에서 유래하였다.

## 역사
- 2010년 4월 22일 : 이문로와 돌곶이로를 합하여 시조사삼거리~월계로 4.3 km 구간을 이문로로 고시[1]
- 2010년 5월 : 동대문구-성북구간의 복잡한 경계와 도로명주소 부여절차 변경에 따른 행정 구역 오해의 가능성을 고려하여, 기존 이문로에서 성북구 관할 구간을 돌곶이로로 변경하였다.

## 경유지
서울특별시
- 성북구

## 노선
- 구경계 - 석관동 - 돌곶이역 사거리 - 장위동 - 서울장곡초등학교 - 북서울꿈의숲 동문 교차로

## 연결 도로
돌곶이로의 기점인 구경계에서는 이문로와 만나며 돌곶이역 사거리에서는 화랑로, 종점인 북서울꿈의숲 동문 교차로에서는 월계로와 만난다.